# Skarabé

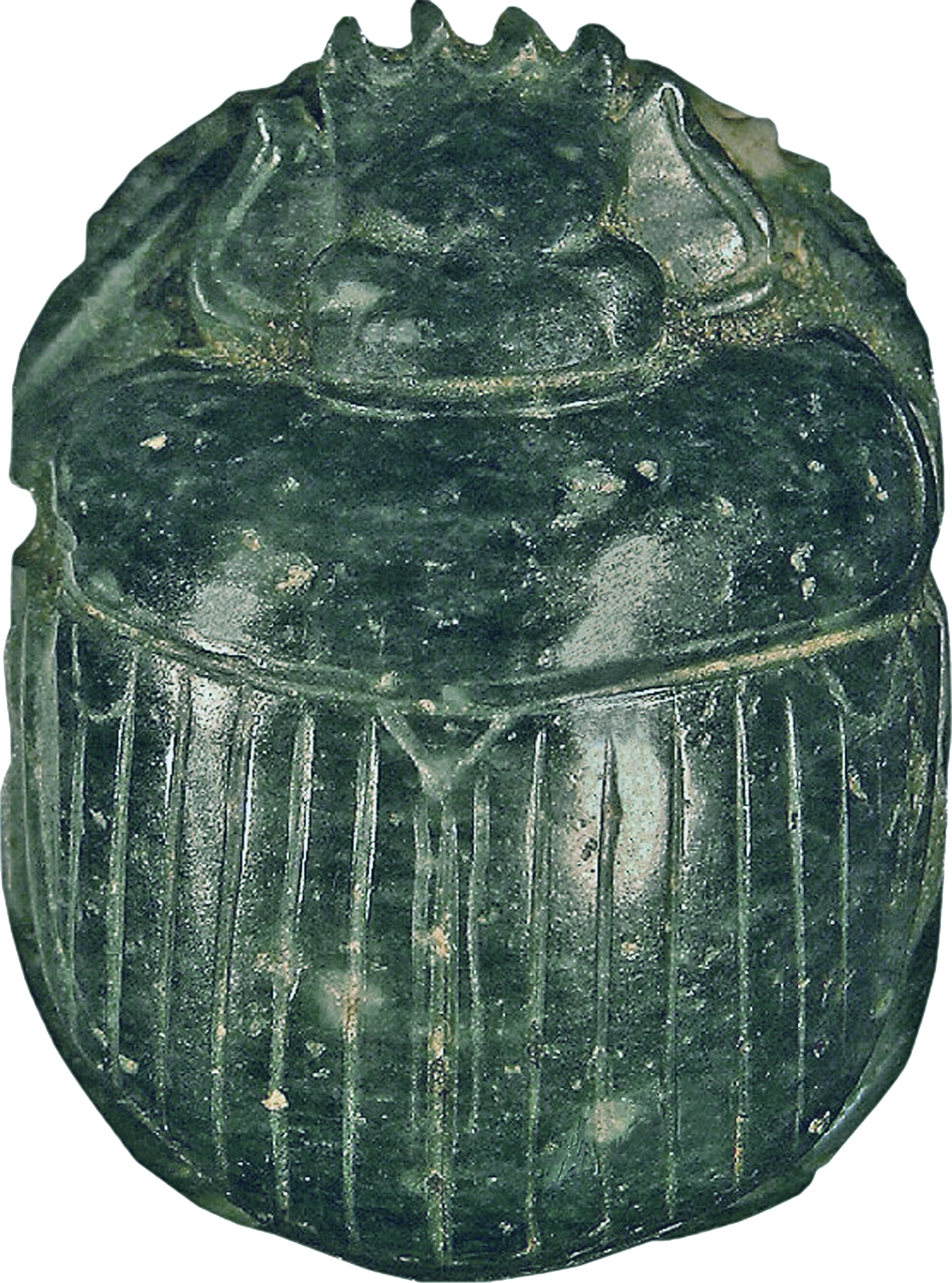
Egyptisk amulett i form av en skarabé

Skarabé av ljusgrå späcksten med guldfattning, Egyptisk forntid

Skarabén (från latinets scarabaeus) var populär som amulett och sigill i forntidens Egypten. Skarabén formgavs efter en skalbagge,  bladhorningen pillerbaggen eller dyngbaggen. Denna skalbagge förknippades i egyptisk mytologi med den tidiga morgonsolens gud Khepri, då skalbaggens rullande med dyngkulor ansågs likna hur solen rullades över himlavalvet.
Khepris (en av solguden Ras uppenbarelseformer) namn skrevs med skarabéns hieroglyf
Då skarabéns hieroglyf refererar till existens, manifestation, utveckling, tillväxt och effektivitet, blev skalbaggens form en favorit som amulett under alla perioder av egyptisk historia. De första man har hittat kommer från cirka 2575–2130 f. Kr, men de verkar inte ha blivit vanliga förrän cirka 1938–1630 f. Kr.

## I modern tid
Skarabéer är fortfarande populära som smycken och amuletter.
I Bulgakovs Mästaren och Margarita heter det: ”På Wolands hårlösa bröst kunde Margarita se en skarabé i en guldkedja, skickligt skuren i en svart Sten och med några skrivtecken på ryggen”. 
Inom New Age tillskrivs skarabén positiva effekter.